# Ильинка (село, Покровский район)
Ильинка (укр. Іллінка) — украинское село, находится в Покровском районе Донецкой области.
Код КОАТУУ — 1423382502. Население по переписи 2001 года составляет 476 человек. Почтовый индекс — 85651. Телефонный код — 6278.

## Адрес местного совета
85651, Донецкая область, Марьинский р-н, с. Елизаветовка, ул. Советская, 45б[обновить данные]